# Frei Luís de Sousa
Manuel de Sousa Coutinho, conhecido pelo nome eclesiástico de Frei Luís de Sousa (Santarém no local onde hoje se situa o Palácio Landal, 1555 – São Domingos de Benfica, Lisboa, 5 de Maio de 1632), foi um sacerdote católico e escritor português.

## Biografia
Era o quarto ou quinto filho de Lopo de Sousa Coutinho (Santarém, 1515 - 27 de Janeiro de 1577), um militar que combateu na Índia e foi o 7.° Capitão do Castelo de São Jorge da Mina no tempo de D. João III e irmão de Vasco Fernandes Coutinho, 1.° Conde de Marialva, e de sua mulher D. Maria da Costa ou de Noronha, filha de D. Álvaro de Noronha, 18.° e último Governador de Azamor de 1541 a 30 de Outubro de 1541 e irmão de D. Garcia de Noronha, 10.° Governador e 3.° Vice-Rei da Índia, e de sua mulher Mécia de Távora, e neto paterno de Gonçalo Vasques Coutinho, 2.° Marechal de Portugal, Senhor do Couto de Leomil, e de sua mulher Joana de Brito.
Com pouco mais de vinte anos, viajando junto às costas da Sardenha, é feito aí prisioneiro por corsários mouros que o encarceraram em Argel, vindo a conhecer na prisão Miguel de Cervantes Saavedra. Libertado em 1577, viveu durante algum tempo em Valência, regressando depois a Portugal, onde foi, em 1580, nomeado Alcaide-Mor do Castelo de Marialva e Capitão-Mor de Marialva. Por volta de 1583, casou-se com Madalena de Vilhena, viúva de D. João de Portugal, da qual teve uma única filha, Ana de Noronha, que morreu jovem. Foi Provedor da Santa Casa da Misericórdia de Almada por três vezes, entre 1590 e 1597. Em 17 de Março de 1594 foi feito Fidalgo Cavaleiro da Casa Real. Em 1600 é Capitão-Mor de Almada e seu Guarda-Mor da Saúde.
Grassava então a peste em Lisboa e os Governadores do Reino, fugindo a ela, transferiram-se para Almada. Tendo eles requisitado para seu alojamento a propriedade de Manuel de Sousa Coutinho, este, indignado, deitou fogo à própria casa. Por forma a evitar represálias, refugiou-se de seguida em Espanha, onde continuou a prestar diversos serviços ao rei D. Filipe III de Espanha (II de Portugal).
Após um período do qual poucas notícias há, mas durante o qual se sabe que esteve na América do Sul, nomeadamente no Panamá e Peru, decidiu, em 1613, juntamente com a sua esposa, abraçar a vida religiosa, ingressando no Dominicano Convento de São Domingos de Benfica no dia 8 de Setembro de 1614 e a sua mulher no Convento do Sacramento, também em Lisboa.
Ao tornar-se frade, adoptou o nome de Frei Luís de Sousa, dedicando-se inteiramente à escrita, nomeadamente à hagiografia e à monografia. Foi cronista da sua Ordem em Portugal, tendo viajado por diversos conventos, recolhendo materiais para completar a monumental obra "História de São Domingos", cujo esboço tinha sido iniciado por Frei Luís de Cácegas anos antes.
É hoje considerado um dos mais brilhantes autores de língua portuguesa.

## Obra
- Navigatio Antartica ad Doctorem Franciscum Guidum, civem Panamensem.
- Vida de Dom Frei Bartolomeu dos Mártires (1619), dividida nos livros primeiro, segundo, terceiro, quarto, quinto e sexto.
- Primeira Parte da História de S. Domingos (1623).
- Segunda Parte da História de S. Domingos (publicada em 1662 por Frei António da Encarnação).
- Terceira Parte da História de S. Domingos (publicada em 1678; foi depois publicada uma quarta parte da História dos Dominicanos, em 1733, escrita por Fr. Lucas de Santa Catarina).
- Anais de el-Rei D. João III (escrito entre 1628 e 1632 e só publicado em 1844, por A. Herculano).
- Vida de Soror Margarida do Sacramento.
- Vida do Beato Henrique Suso da Ordem dos Pregadores traduzida de latim em português (publicado em 1642).
- Considerações das Lágrimas Que a Virgem N. Senhora Derramou na Sagrada Paixão (publicado em 1646).[1]